# Dasineura chilensis
Dasineura chilensis är en tvåvingeart som först beskrevs av Jean-Jacques Kieffer och Herbst 1909.  Dasineura chilensis ingår i släktet Dasineura och familjen gallmyggor. Inga underarter finns listade i Catalogue of Life.